# 茂汶绣线菊
茂汶绣线菊（学名：Spiraea sargentiana）为蔷薇科绣线菊属下的一个种。

## 扩展阅读
- 維基物種上的相關：茂汶绣线菊